# برایان گان
برایان جیمز گان (زاده ۱۹۶۳ میلادی) دروازه‌بان و سرمربی اسکاتلندی بود. وی در جام جهانی فوتبال ۱۹۹۰ به عنوان دروازه‌بان تیم ملی فوتبال اسکاتلند بازی کرد. برایان گان در نورویچ سیتی، لیگ برتر فوتبال انگلستان و تیم ملی فوتبال زیر ۲۱ سال اسکاتلند فعالیت داشته‌است. وی همچنین در باشگاه فوتبال نورویچ سیتی نیز در حرفه مربیگری کار کرده‌است.

## آمار ورزشی
| فصل     | باشگاه                | لیگ                          | Apps | گل |
| ------- | --------------------- | ---------------------------- | ---- | -- |
| 1984–85 | باشگاه فوتبال آبردین  | Scottish Premier Division    | ۲    | ۰  |
| 1985–86 | باشگاه فوتبال آبردین  | Scottish Premier Division    | ۱۰   | ۰  |
| 1986–87 | باشگاه فوتبال آبردین  | Scottish Premier Division    | ۲    | ۰  |
| 1986–87 | نورویچ سیتی           | لیگ دسته اول فوتبال انگلستان | ۲۹   | ۰  |
| 1987–88 | نورویچ سیتی           | لیگ دسته اول فوتبال انگلستان | ۳۸   | ۰  |
| 1988–89 | نورویچ سیتی           | لیگ دسته اول فوتبال انگلستان | ۳۷   | ۰  |
| 1989–90 | نورویچ سیتی           | لیگ دسته اول فوتبال انگلستان | ۳۷   | ۰  |
| 1990–91 | نورویچ سیتی           | لیگ دسته اول فوتبال انگلستان | ۳۴   | ۰  |
| 1991–92 | نورویچ سیتی           | لیگ دسته اول فوتبال انگلستان | ۲۵   | ۰  |
| 1992–93 | نورویچ سیتی           | لیگ برتر فوتبال انگلستان     | ۴۲   | ۰  |
| 1993–94 | نورویچ سیتی           | لیگ برتر فوتبال انگلستان     | ۴۱   | ۰  |
| 1994–95 | نورویچ سیتی           | لیگ برتر فوتبال انگلستان     | ۲۱   | ۰  |
| 1995–96 | نورویچ سیتی           | لیگ دسته اول فوتبال انگلستان | ۴۳   | ۰  |
| 1996–97 | نورویچ سیتی           | لیگ دسته اول فوتبال انگلستان | ۳۹   | ۰  |
| 1997–98 | نورویچ سیتی           | لیگ دسته اول فوتبال انگلستان | ۴    | ۰  |
| 1997–98 | باشگاه فوتبال هیبرنین | Scottish Premier Division    | ۱۲   | ۰  |
| جمع     | جمع                   | جمع                          | 390  | ۰  |